# Републикански път III-1411
Републикански път IIІ-1411 е третокласен път, част от Републиканската пътна мрежа на България, преминаващ изцяло по територията на Видинска област. Дължината му е 25,5 km.
Пътят се отклонява наляво при 11,9 km на Републикански път III-141 югоизточно от село Коста Перчево и се насочва на североизток през Западната Дунавска равнина по вододела между реките Войнишка и Видбол. минава през село Милчина лъка, при село Буковец слиза в долината на Войнишка река и я пресича, минава през село Слана бара и югозападно от град Видин се свързва с Републикански път I-1 при неговия 10,3 km.
| Пътища, отклоняващи се надясно (населено място, № на пътя, посока на пътя) | km   | Пътища, отклоняващи се наляво (посока на пътя, № на пътя, населено място) |
| -------------------------------------------------------------------------- | ---- | ------------------------------------------------------------------------- |
| Община Грамада, III-141, 11,9 km ←                                         | 0,0  | ← 11,9 km, III-141, Община Грамада                                        |
|                                                                            | 6,7  | → общински път (за с. Медешевци)                                          |
| с. Милчина лъка                                                            | 8,2  | с. Милчина лъка                                                           |
| Община Видин                                                               | 11,3 | Община Видин                                                              |
| с. Буковец                                                                 | 17,5 | с. Буковец                                                                |
| с. Слана бара                                                              | 23,9 | → с. Слана бара, общински път (за 3,2 km на II-14)                        |
| (до ГКПП Кулата - Промахон) I-1, 10,3 km ←                                 | 25,5 | ← 10,3 km, I-1 (от ГКПП Видин - Калафат)                                  |